# Ludwig Theodor Preußer

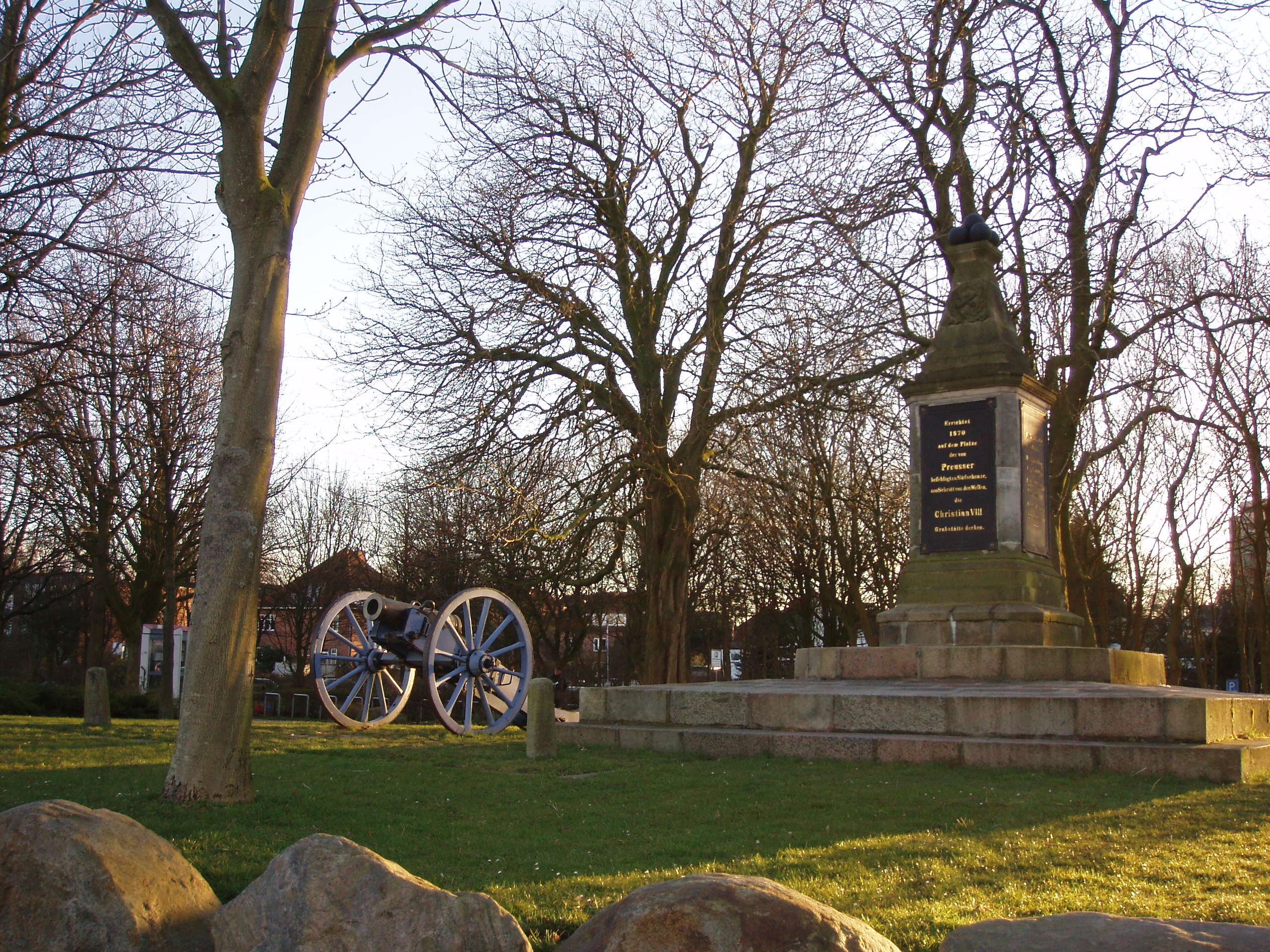
Denkmal der Südschanze im Kurpark von Eckernförde

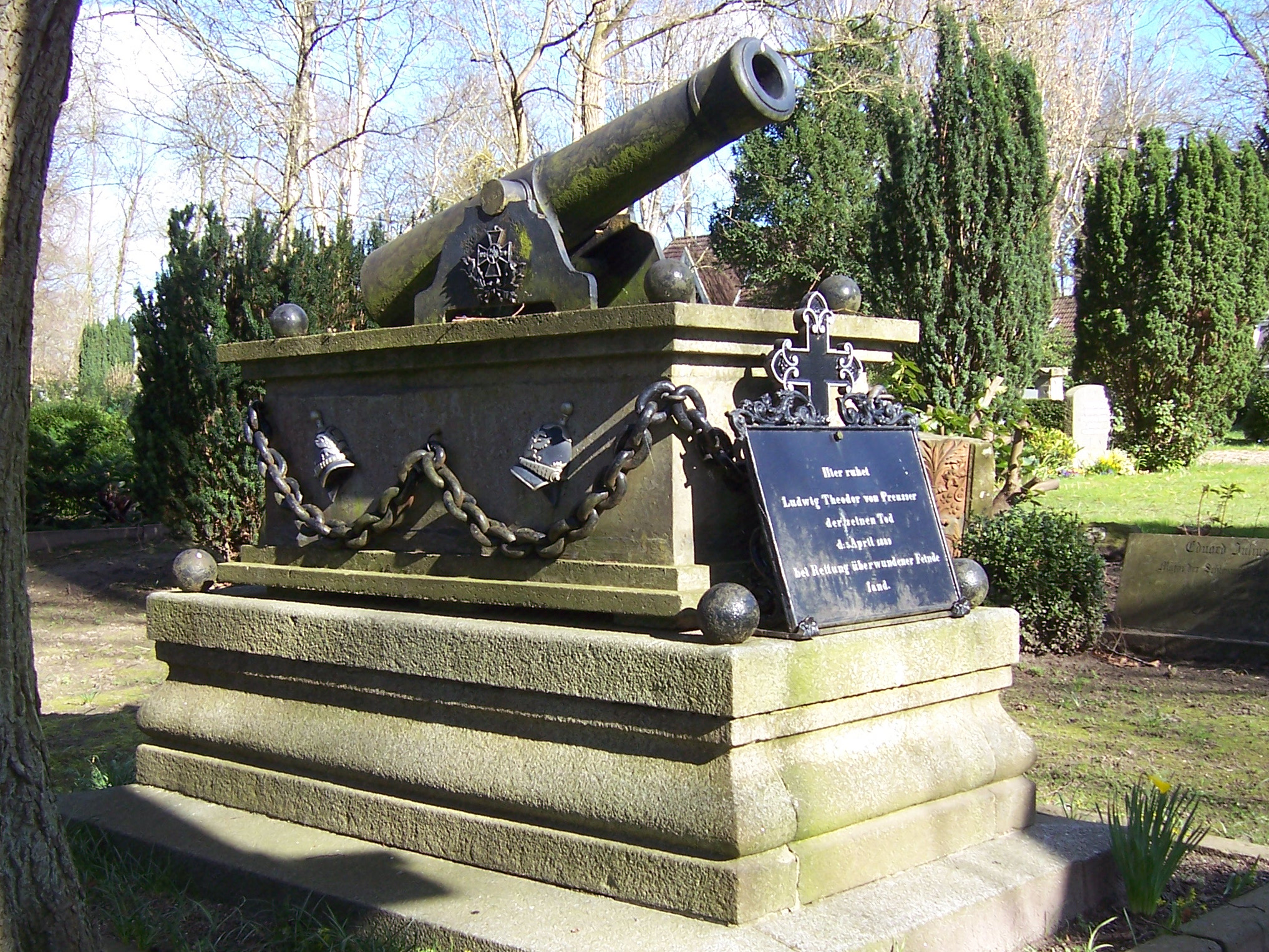
Grabstätte von Ludwig Theodor von Preusser in Eckernförde

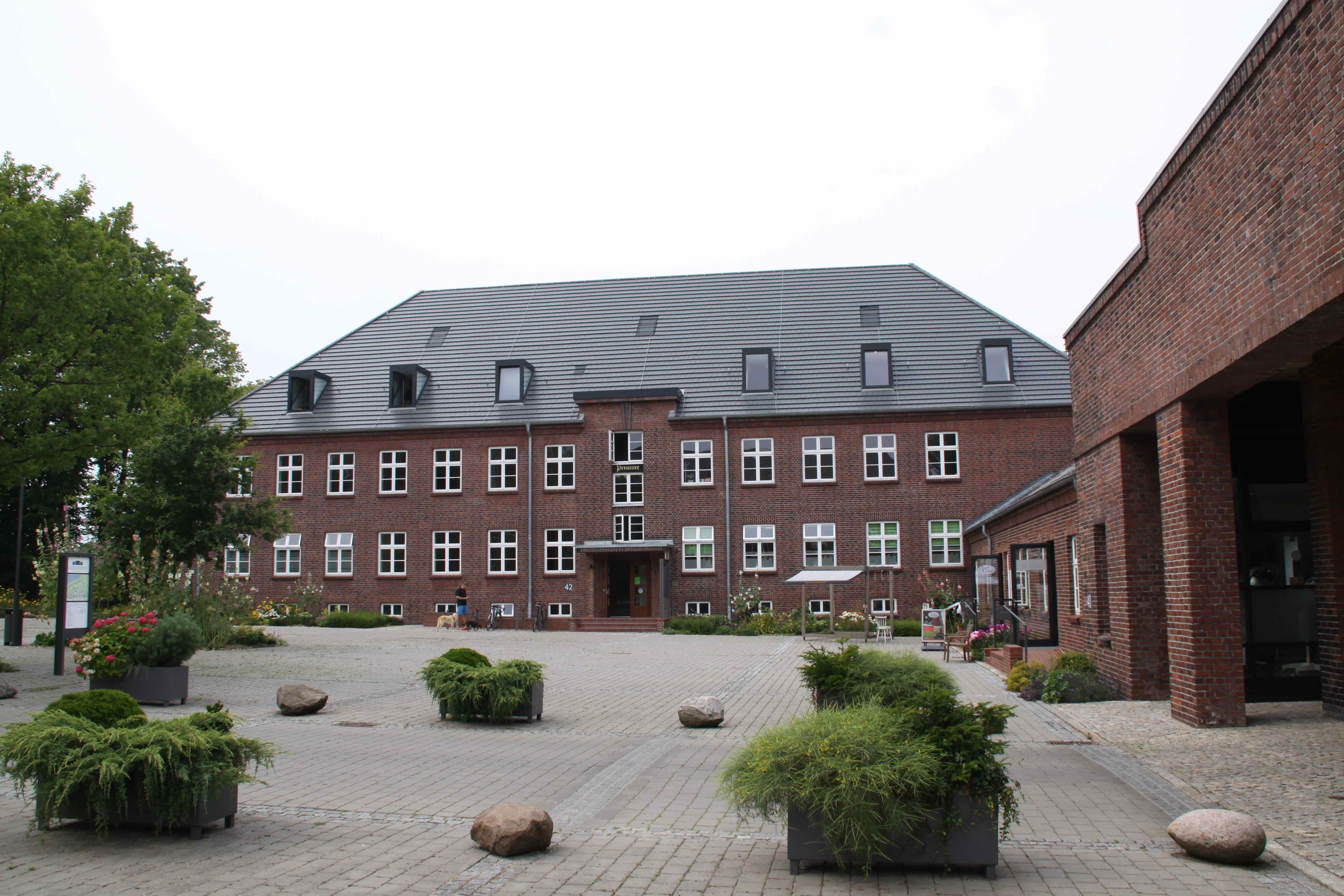
Preusserbau in der Kaserne Carlshöhe

Ludwig Theodor Preußer (auch Preusser oder von Preusser, * 11. Mai 1822 in Rendsburg; † 5. April 1849 vor Eckernförde) war ein schleswig-holsteinischer Unteroffizier, der eine entscheidende Rolle im Gefecht bei Eckernförde spielte.

## Leben
Die Schleswig-Holsteinische Erhebung hatte durch den Vertrag von Malmö am 24. August 1848 ein vorläufiges Ende gefunden, flackerte jedoch am Gründonnerstag 1849 wieder auf: Ein dänisches Geschwader unter dem Kommando von Frederik August Paludan lief am 4. April in die Bucht von Eckernförde ein. Von den beiden von Werner von Siemens angelegten Batterien am Strand aus konnten die Schiffe, die vor Anker gegangen waren, zunächst nicht mit Kugeln erreicht werden. Die Dänen griffen am 5. April trotz für sie ungünstigen auflandigen Windes die Stadt an. Die Angriffe wurden von dem Linienschiff Christian VIII. und der Fregatte Gefion aus geführt und bestanden hauptsächlich aus Breitseitenschüssen. Ludwig Theodor Preußer, der die Südschanze in Eckernförde kommandierte, ließ mit gezieltem Einzelfeuer antworten. Es gelang schließlich, die Ankertrosse der Gefion zu durchschießen, woraufhin die Dänen um 13 Uhr um einen Waffenstillstand baten, gegen 16.30 Uhr jedoch selber das Feuer wieder eröffneten und nun auch glühende Kugeln einsetzten, obwohl ihre beiden Segelschiffe manövrierunfähig waren. Vom Land aus wurden die Schüsse beantwortet, bis die Dänen ihre Kapitulation erklärten. Unter Hauptmann Eduard Julius Jungmann und Ludwig Theodor Preußer hatten die Schleswig-Holsteiner mit etwa 900 Schuss die Dänen, die rund 5680 Kugeln abgefeuert hatten, besiegt.
Preußer forderte die dänische Mannschaft auf, ihr Schiff Christian VIII. zu verlassen. Nach Aussage der Deutschen stand es zu diesem Zeitpunkt noch in Brand, Paludan jedoch berichtete später, die Brände seien bereits gelöscht gewesen, als das Schiff verlassen wurde. Aus ungeklärter Ursache explodierte jedoch das Schiff gegen 20 Uhr. Preußer, der gerade an Bord war, kam ums Leben. Die Preußer-Kaserne, der Preusser-Bau in der Kaserne Carlshöhe und ein Denkmal im Kurpark von Eckernförde an der Stelle der ehemaligen Südschanze erinnern ebenso wie ein Straßenname an seine Tat, ebenso wurden Straßen in Kiel, Tungendorf und anderen Städten nach ihm benannt. Außerdem wurde er postum zum Leutnant befördert. Jungmann wurde Major, kämpfte aber für den Rest seines Lebens vergeblich um das Prisengeld für die erbeutete Gefion.
Der Kampf von Eckernförde hatte kurzfristig einen aufbauenden psychologischen Effekt, der allerdings bald durch die Niederlage der Schleswig-Holsteiner bei Fredericia sein Ende fand.